# Lecanorchis japonica
Lecanorchis japonica är en orkidéart som beskrevs av Carl Ludwig von Blume. Lecanorchis japonica ingår i släktet Lecanorchis och familjen orkidéer. Inga underarter finns listade i Catalogue of Life.